# Hellyethira quadrata
Hellyethira quadrata är en nattsländeart som beskrevs av Wells 1990. Hellyethira quadrata ingår i släktet Hellyethira och familjen smånattsländor. Inga underarter finns listade i Catalogue of Life.